# Oskar Halecki

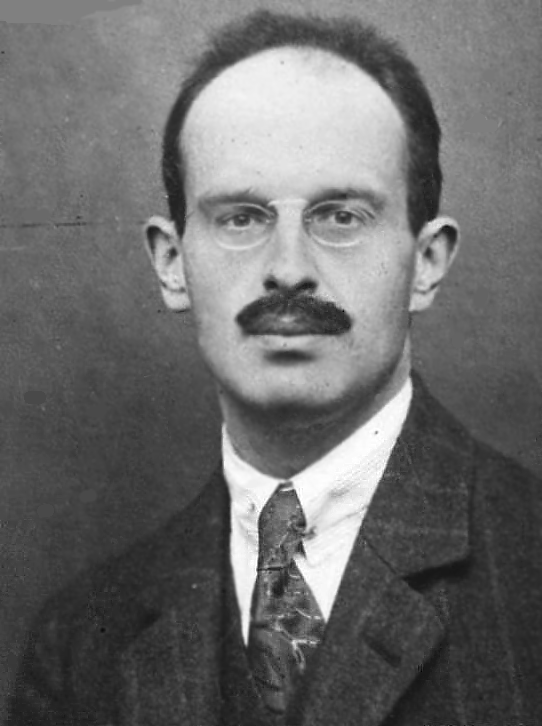
Oskar Halecki, vor 1937

Oskar Halecki (* 26. Mai 1891 in Wien; † 17. September 1973 in White Plains) war ein österreichischer Historiker. Er war einer der führenden Mittelalter- und Neuzeithistoriker im Polen der Zwischenkriegszeit. Halecki beschäftigte sich besonders mit der polnischen Jagiellonenzeit und der byzantinischen Geschichte. 
Der Sohn eines hohen österreichischen Offiziers ging zum Studium nach Krakau. Dort promovierte er mit einer Arbeit über die Inkorporation der Gebiete Podlachiens, Wolhyniens und Kiews durch die Lubliner Union 1569 in die polnische Krone. Drei Jahre später wurde er mit einer Arbeit über die polnisch-litauischen Auseinandersetzungen im 14. Jahrhundert habilitiert. Er gehörte 1918/1919 als Experte der polnischen Delegation auf der Pariser Friedenskonferenz an. 1922 fungierte er für zwei Jahre als Sekretär der Commission internationale de Coopération intellectuelle in Genf.  1927 wurde er Komtur des Päpstlichen Ritterordens des heiligen Gregors des Großen. Von 1919 bis 1939 war er Professor an der Universität Warschau. Auf dem internationalen Historikerkongress 1933 in Warschau prägte er die erste Grundsatzdebatte über das Selbstverständnis der historischen Teildisziplin Osteuropäische Geschichte. 1940 musste er in die USA emigrieren, wo er 1942 in New York das Polish Institute of Arts and Sciences in America (PIASA) gründete. Es fungierte als Zentrum der polnischen Geschichtsschreibung im Exil. Von 1944 bis 1961 war Halecki Professor für osteuropäische Geschichte an der Fordham University in New York.
In den USA entwickelte Halecki seine geschichtsregionale Konzeption Ostmitteleuropas als historischer Strukturlandschaft, die er 1952 in seinem bis heute wegweisenden Buch Borderlands of Western Civilization. A History of East Central Europe der Öffentlichkeit vorstellte.

## Schriften (Auswahl)
- From Florence to Brest (1439–1596). Sacrum Poloniae Millennium, Rom 1958 (In polnischer Sprache: Od Unii Florenckiej do Unii Brzeskiej (= Biblioteka Europy Środkowo-Wschodniej. Bd. 4). 2 Bände. Instytut Europy Środkowo-Wschodniej, Lublin 1997, ISBN 83-85854-29-0).
- The Limits and divisions of European history. Sheed & Ward, London u. a. 1950 (In deutscher Sprache: Europa. Grenzen und Gliederung seiner Geschichte. Wissenschaftliche Buchgesellschaft, Darmstadt 1957; in polnischer Sprache: Historia Europy – jej granice i podziały (= Biblioteka Europy Środkowo-Wschodniej. Bd. 1). Instytut Europy Środkowo-Wschodniej, Lublin 1994, ISBN 83-85854-01-0).
- Borderlands of western civilization. A history of East Central Europe. Ronald Press Company, New York NY 1952 (2nd edition. Edited by Andrew L. Simon. Simon Publications, Safety Harbor FL 1980, ISBN 0-9665734-8-X, (online (PDF; 1,23 MB)); in deutscher Sprache: Grenzraum des Abendlandes. Eine Geschichte Ostmitteleuropas. Müller, Salzburg 1956).
- Eugeniusz Pacelli, Papież pokoju. Wydawnictwo Hosianum, London 1951 (In englischer Sprache: Pacelli. Pope of peace. Farrar, Straus and Young, New York NY 1951; in spanischer Sprache: Eugenio Pacelli: el Papa de la paz. Populibros „La Prensa“, Mexiko-Stadt 1957).
- A history of Poland. Roy, London 1943.
- Nowe uwagi krytyczne o wyprawie warneńskiej (= Polska Akademia Umiejętności. Rozprawy Wydziału Historyczno-Filozoficznego. Serie 2, Bd. 45, 5, ZDB-ID 402199-x). Polskiej Akademii Umiejętności, Krakau 1939 (In englischer Sprache: The crusade of Varna. A discussion of controversial problems (= Polish Institute Series. Nr. 3, ZDB-ID 1191648-5). Polish Institute of Arts and Sciences in America, New York NY 1943).
- Idea jagiellońska. In: Kwartalnik Historyczny. Bd. 51, Nr. 1/2, 1937, ISSN 0023-5903, S. 486–510 (In deutscher Sprache: Die jagellonische Idee (= Übersetzungen der Publikationsstelle 117, ZDB-ID 1290857-5). Publikationsstelle, Berlin-Dahlem 1938).
- Geschichte der Union Litauens mit Polen (= Polens Grenzprobleme. Bd. 3). Perles, Wien 1919.
- Polens Ostgrenze im Lichte der Geschichte Ostgaliziens, des Chelmer Landes und Podlachiens (= Polens Grenzprobleme. Bd. 1). Perles, Wien 1918, Digitalisat.
- Das Nationalitäten-Problem im alten Polen. Zentral Verlagsbureau des polnischen Obersten Nationalkomitees, Krakau 1916, Digitalisat.